# ویروس دستگاه عصبی

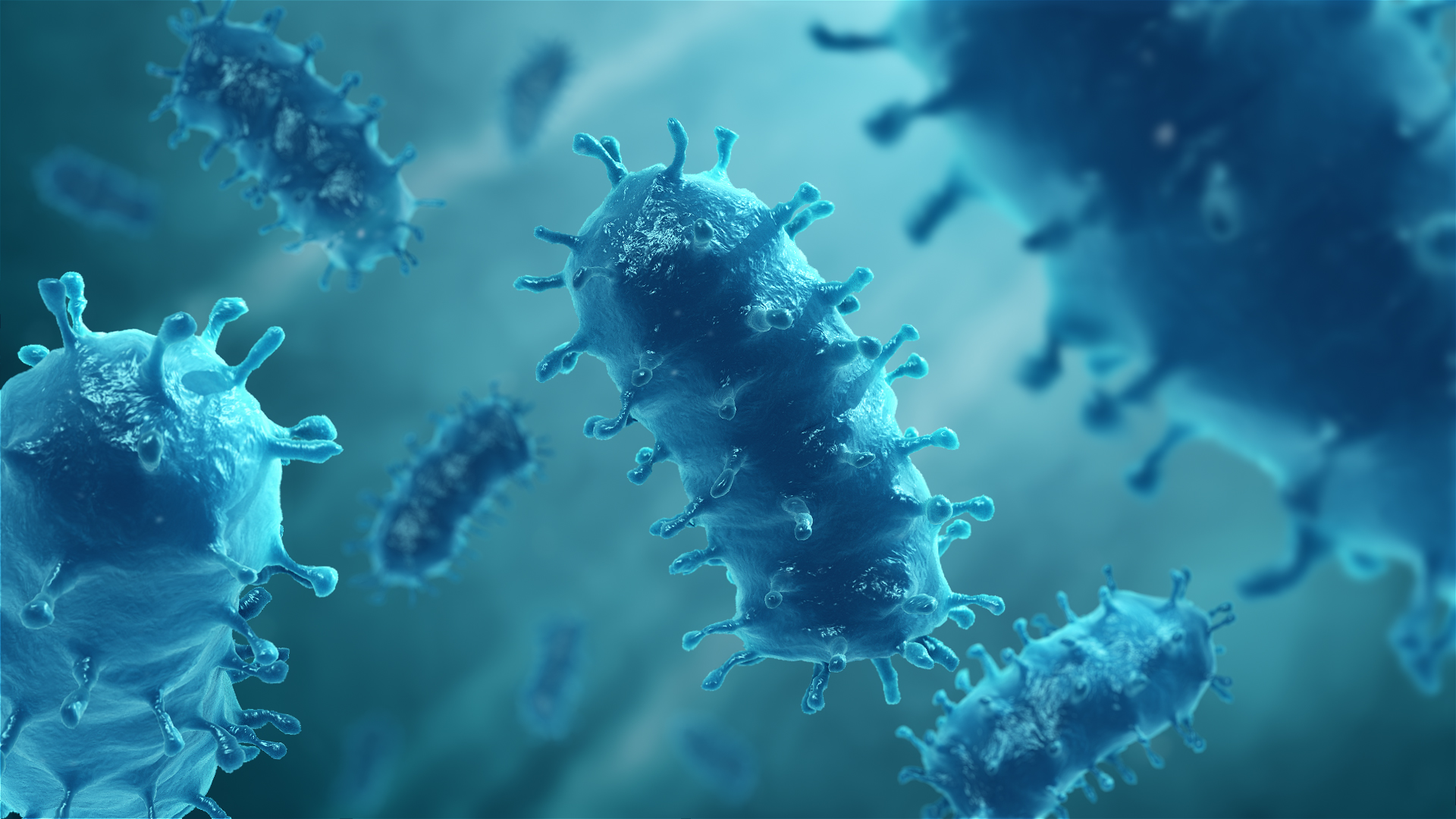
ویروس دستگاه عصبی

ویروس دستگاه عصبی (به انگلیسی: Neurotropic virus) ویروسی است که می‌تواند یاخته‌های عصبی را آلوده کند.

## نامشناسی
یک ویروس را حمله-بر عصبی (neuroinvasive) می‌گوییم اگر بتواند به دستگاه عصبی دسترسی پیدا کند یا به آن وارد شود و به آن ویروس مخرب (neurovirulent) گفته می‌شود اگر بتواند در دستگاه عصبی یا دستگاه عصبی مرکزی ایجاد بیماری کند. برخی ویروس‌ها نیز به می‌توانند دستگاه عصبی پیرامونی را آلوده کنند ولی دسترسی کمتری به دستگاه عصبی مرکزی دارند مانند ویروس هرپس سیمپلکس. از جمله ویروس‌های مهم دستگاه عصبی می‌توان به پولیوویروس اشاره کرد. این ویروس برای دستگاه عصبی به شدت آلوده کننده است اما دسترسی آن به دستگاه عصبی ضعیف است. مورد دیگر ویروس هاری است این ویروس نیز به شدت آلوده کنند است اما به سختی به دستگاه عصبی دسترسی پیدا می‌کنند این دسترسی معمولاً از راه بافت آسیب دیده بدست می‌آید مانند گاز حیوان آلوده. بسیاری ویروس‌های زادهٔ بندپایان، ویروس‌های دستگاه عصبی اند؛ این ویروس‌ها نخست از راه دستگاه گردش خون از سد خونی مغزی رد می‌شوند و وارد مغز می‌شوند؛ این پدیده ویرمیا نام دارد.

## نمونه‌ها
از جمله ویروس‌های دستگاه عصبی می‌توان به التهاب مغز ژاپنی، فلج اطفال، اوریون، سرخک و … اشاره کرد.

## کاربرد
از ویروس‌های عصبی به عنوان ابزاری برای پژوهش در درک ساختار دستگاه عصبی و مدارهای آن استفاده می‌شود.